# Hotel Glatzer Hof w Kłodzku

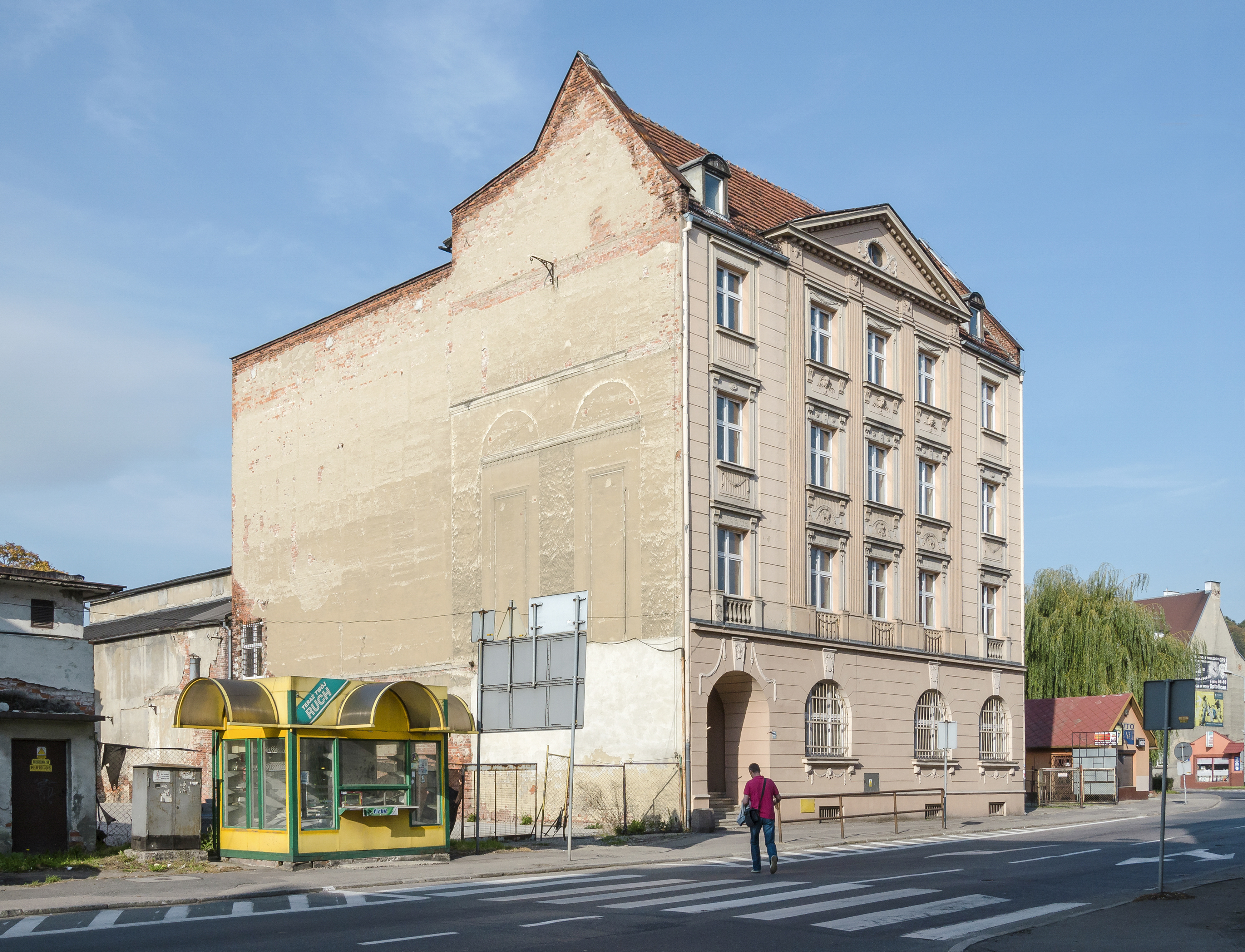
Budynek dawnego hotelu Glatzer Hof

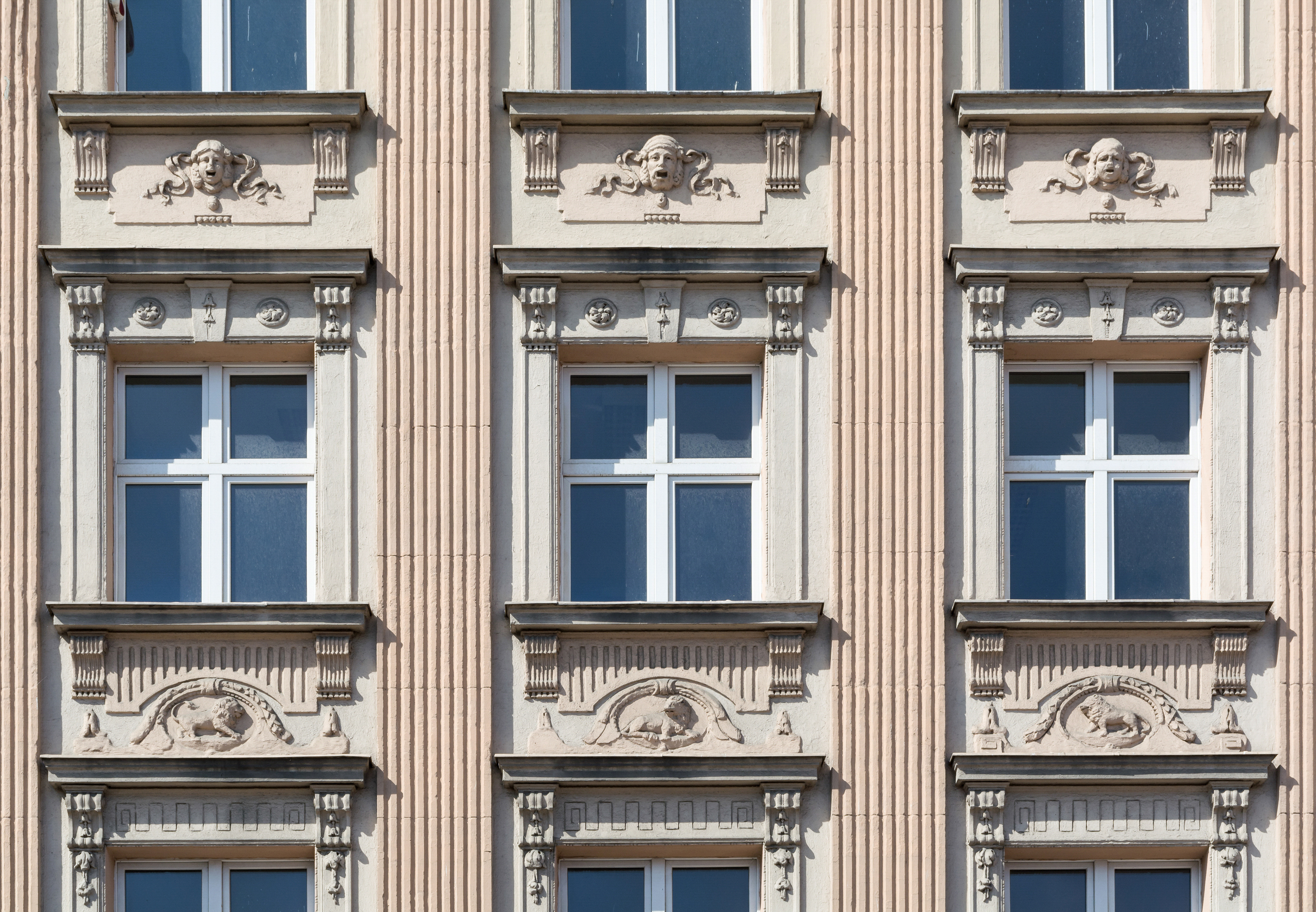
Fragment fasady

Hotel Glatzer Hof (Glatzer Brauhaus) w Kłodzku – hotel w Kłodzku (wówczas niemieckim Glatz), zbudowany w latach 1909–1910 według projektu Ericha Graua. Uznawany wówczas za najbardziej luksusowy w mieście. Został zamknięty w 1945 roku.

## Historia
Hotel powstał na początku XX wieku z inicjatywy Kurta Aschera, który był wówczas właścicielem sąsiadującego z nim Browaru kłodzkiego. Budynek zaprojektował znany wrocławski architekt Erich Grau, a jego wznoszenie rozpoczęto w 1909 roku na przylegającej od południa do browaru parceli. Budowę hotelu nazwanego Glatzer Brauhaus ukończono i oddano do użytku w 1910 roku. Po I wojnie światowej obiekt zmienił właściciela i nazwę na Glatzer Hof. Był ostatnim hotelem zbudowanym w Kłodzku przez Niemców i najnowocześniejszym tego typu obiektem w mieście. Znajdowała się w nim największa sala teatralna, a w budynku zainstalowano elektryczne oświetlenie i centralne ogrzewanie, dla samochodów gości hotelowych znajdowały się garaże, z kolei w toaletach działały automatyczne spłuczki. W wytwornej secesyjnej restauracji serwowano dobre piwo oraz organizowano przyjęcia okolicznościowe.
Po zakończeniu II wojny światowej w 1945 roku i przejęciu ziemi kłodzkiej przez polską administrację w hotelu urządzono Dom Kultury Kolejarza, który działał od 1947 do 1990 roku. Następnie w budynku swoją siedzibę miało Prywatne Liceum Ogólnokształcące im. Michała Klahra Starszego, które działało w latach 1992–2007. Ostatnim lokatorem tego obiektu był Powiatowy Inspektorat Nadzoru Budowlanego. Od 2011 roku budynek jest przeznaczony pod wynajem.